# Lebensläufe (Fernsehsendung)
Lebensläufe ist eine Fernsehsendung des Mitteldeutschen Rundfunks (MDR), die seit Januar 1998 in unregelmäßigen Abständen mit bis zu 20 Sendungen im Jahr gesendet wird.
Jede der 30-minütigen Sendungen zeigt ein Porträt einer in der Öffentlichkeit stehenden Person, welches deren künstlerische bzw. politische Laufbahn nachzeichnet. Es werden sowohl bereits Verstorbene als auch aktive Persönlichkeiten vorgestellt. In einigen Sendungsausgaben kommen Historiker, Weggefährten und Familienangehörige zu Wort, indem sie Stellung zu Episoden des Lebenslaufes beziehen.
Zu den Porträtierten zählen zum Beispiel der Komponist Richard Strauss, der Fürst Leopold III. Friedrich Franz von Anhalt-Dessau, der Unternehmer Carl Zeiß, die Sozialdemokratin Clara Zetkin, die Orgelbauerfamilie Silbermann, der Bildhauer Volkmar Kühn, der Cellist Jan Vogler, der Frauenkirchen-Architekt George Bähr, sowie Schauspieler wie Jan Josef Liefers, Herbert Köfer, Michael Gwisdek, Peter Sodann, Lutz Jahoda und Schauspielerinnen wie Veronica Ferres, Helga Göring, Ingeborg Krabbe, Ursula Karusseit, Dagmar Manzel und Claudia Michelsen.